# Bloc Assembleista
Bloc Assembleista o Bloc Assembleista de Mallorca fou un grup polític de suport a l'Assemblea de Parlamentaris de Catalunya format a les Illes Balears el 1917 pel Partit d'Unió Republicana de Mallorca, Centre Regionalista de Mallorca i socialistes, que exigia una règim autonòmic i reclamava la fi del domini del caciquisme en la política de les Illes. Alguns dels caps més visibles foren els republicans Jeroni Pou i Magraner i Lluís Martí i Ximenis.